# 엔딩 크레디트

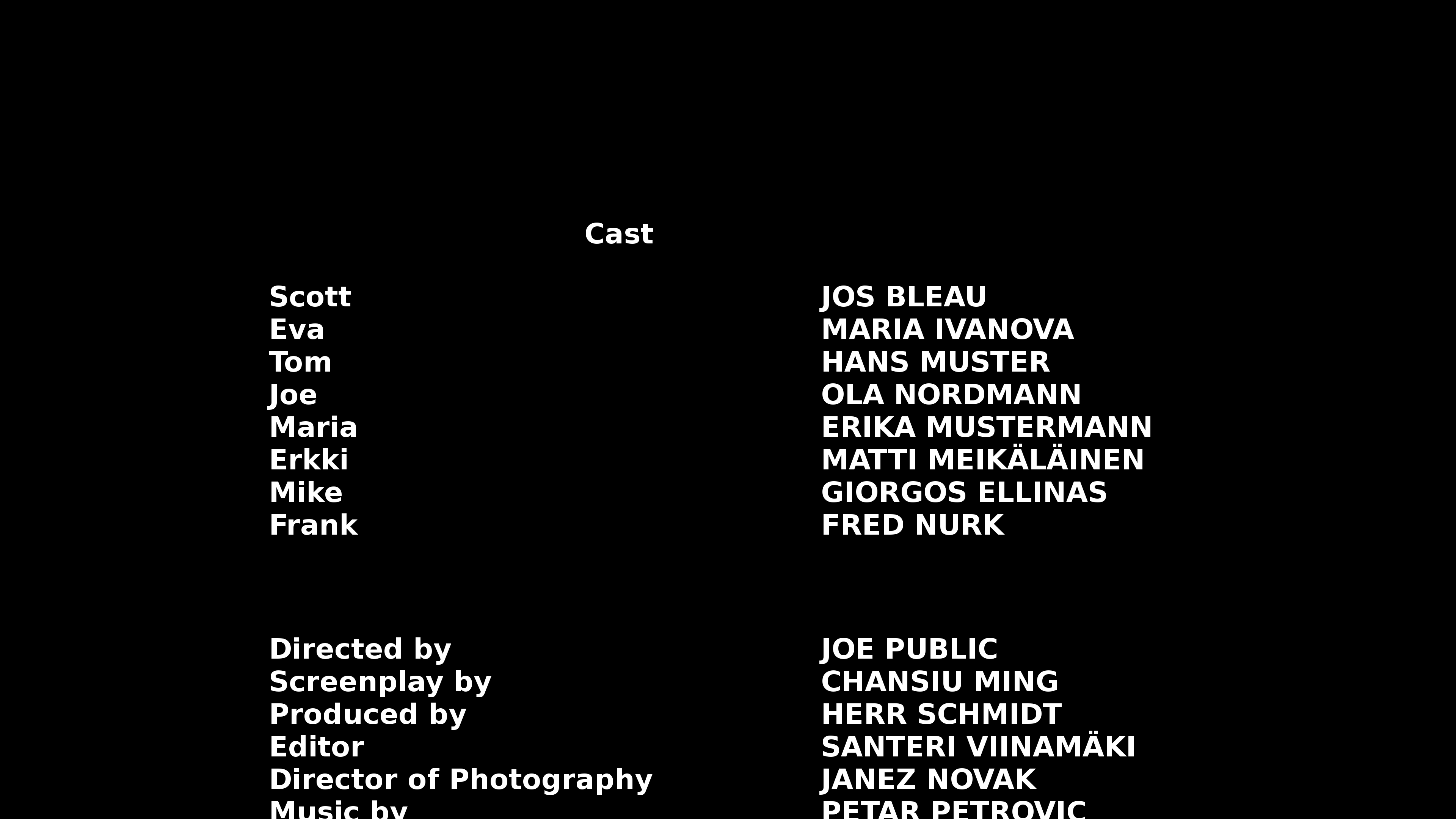

클로징 크레디트(영어: closing credits), 엔딩 크레디트(한국어식 영어: ending credits), 스태프 롤(영어: staff roll), 또는 끝자막, 맺음자막, 종영 자막은 영상이 끝나고 제작 참여자들의 명단이 나열되며 나오는 것이다.
영화, 텔레비전 프로그램, 비디오 게임등 영상작품의 엔딩에는 일반적으로 서브 주제곡과 함께 프로덕션, 스텝, 출연자등 참여한 사람들의 명단(credits)이 포함된다. 영상의 크레딧에는 제작에 참여한 모든 제작진(스태프)의 이름들이 들어가고 각각의 부서별로 분류하여 나타내며 우선순위는 각 부서의 책임자 순으로 롤 업 방식으로 나열하는 것이 일반적이다. 내용적으로는 제작 저작권자(제작 합작, 제작 프로듀서, 기획자, 각본, 감독)와 제작 참여자들(각 파트의 스태프들)의 이름을 표시하는 ‘스태프 타이틀(staff title)’과 출연진의 이름을 표시하는 ‘캐스트 타이틀(cast title)’이 있다. 그리고 시작부분의 ‘오프닝 크레딧(opening credits)’과 끝부분의 ‘클로징크레딧(closing credits)’이 있다.

## 같이 보기
- 문자 발생기
- 에필로그
- 쿠키 영상
- 프로덕션 베이비
- 프롤로그